# Сатурн (премія, 2019)
45-а церемонія вручення нагород премії «Сатурн» за заслуги в царині кінофантастики, зокрема в галузі наукової фантастики, фентезі та жахів за 2018 рік, яка відбулася 13 вересня 2019 року.

## Лауреати і номінанти
Нижче наведено повний список номінантів та переможців. Переможці виділені жирним шрифтом.

### Фільми
| Найкращий актор | Найкраща акторка |
| --- | --- |
| - Роберт Дауні (молодший) — за роль Тоні Старка / Залізна Людина у фільмі Месники: Завершення - Джефф Бріджес — за роль Деніела Флінна / Дока О'Келлі у фільмі Погані часи у «Ель Роялі» - Ніколас Кейдж — за роль Реад Міллера у фільмі Менді - Том Круз — за роль Ітана Ганта у фільмі Місія нездійсненна: Фолаут - Кріс Еванс — за роль Стіва Роджерса / Капітан Америка у фільмі Месники: Завершення - Мел Гібсон — за роль Бретта Ріджмена у фільмі Закатати в асфальт - Кіану Рівз — за роль Джона Віка у фільмі Джон Вік 3 | - Джеймі Лі Кертіс — за роль Лорі Строуд у фільмі Хелловін - Емілі Блант — за роль Мері Поппінс у фільмі Мері Поппінс повертається - Тоні Коллетт — за роль Енні Грем у фільмі Реінкарнація - Ніколь Кідман — за роль Ерін Белл у фільмі Час відплати - Брі Ларсон — за роль Керол Денверс / Верс / Капітан Марвел у фільмі Капітан Марвел - Люпіта Ніонго — за роль Аделаїди Вілсон / Ред у фільмі Ми - Октавія Спенсер — за роль Сью Енн у фільмі Ма |
| Найкращий актор другого плану | Найкраща акторка другого плану |
| - Джош Бролін — за роль Таноса у фільмі Месники: Завершення - Джон Літгоу — за роль Джуда Крендела у фільмі Кладовище домашніх тварин - Лін-Мануель Міранда — за роль Джека у фільмі Мері Поппінс повертається - Льюїс Пуллман — за роль Майлза Міллера у фільмі Погані часи у «Ель Роялі» - Джеремі Реннер — за роль Клінта Бартона / Соколине око у фільмі Месники: Завершення - Вілл Сміт — за роль Джинна у фільмі Аладдін - Стівен Ян — за роль Бена у фільмі Спалення                                                       | - Зендая — за роль Мішель «ЕмДжей» Джонс у фільмі Людина-павук: Далеко від дому - Синтія Еріво — за роль Дарлін Світ у фільмі Погані часи у «Ель Роялі» - Карен Гіллан — за роль Небули у фільмі Месники: Завершення - Ембер Герд — за роль Мери у фільмі Аквамен - Скарлетт Йоганссон — за роль Чорна Вдова у фільмі Месники: Завершення - Наомі Скотт — за роль принцеси Жасмін у фільмі Аладдін - Гейлі Стайнфельд — за роль Чарлі Вотсон у фільмі Бамблбі |
| Найкращий молодий актор чи акторка | Найкращий сценарій |
| - Том Голланд — за роль Пітера Паркера / Людина-Павук у фільмі Людина-павук: Далеко від дому - Еван Алекс — за роль Джейсона Вілсона/Плутон у фільмі Ми - Ешер Енжел — за роль Біллі Бетсон у фільмі Шазам! - Міллі Боббі Браун — за роль Медісон Расселл у фільмі Ґодзілла ІІ: Король монстрів - Шахаді Райт Джозеф — за роль Зори Вілсон/Амбра у фільмі Ми - Джек Ділан Грейзер — за роль Фредді Фрімена у фільмі Шазам! - Міллісент Сіммондс — за роль Регана Ебботта у фільмі Тихе місце                                      | - Браян Вудс, Скотт Бек та Джон Кразінські — Тихе місце - Крістофер Маркус і Стівен Макфілі — Месники: Завершення - Дрю Годдард — Погані часи у «Ель Роялі» - О Джун-Мі та Лі Чхан Дон — Спалення - Крістофер МакКуоррі — Місія нездійсненна: Фолаут - Джордан Піл — Ми - С. Крейг Залер — Загорнути в асфальт |
| Найкращий режисер | Найкращий костюм |
| - Джордан Піл — Ми - Стівен Спілберг — Першому гравцю приготуватися - Чжан Їмоу — Тінь - Карін Кусама — Руйнівник - Джеймс Ван — Аквамен - Ентоні Руссо та Джо Руссо — Месники: Завершення - Гай Річі — Аладдін - Анна Боден та Раян Флек — Капітан Марвел | - Майкл Вілкінсон — Аладдін - Лія Батлер — Шазам! - Чень Мінчжен — Тінь - Сенді Пауелл — Мері Поппінс повертається - Кім Барретт — Аквамен - Джудіанна Маковська — Месники: Завершення |
| Найкращий грим | Найкращі спецефекти |
| - Джон Блейк та Браян Сайп — Месники: Завершення - Ліза Лав та Тейт Стейнзік — Тягнули по бетону - Аннік Шартьє та Адріан Моро — Кладовище домашніх тварин - Білл Корсо — Руйнівник - Марк Кульє та Фернанда Перес — Суспірія - Трістан Верслуіс, Наомі Данн та Дункан Джарман — Оверлорд - Джуді Чин та Майк Маріно — Мертві не помирають | - Ден ДеЛю, Метт Ейткен, Рассел Ерл та Ден Судік — Месники: Завершення - Гійом Рошерон, Ерік Фрейзер, Браян Коннор та Пітер Нофз — Ґодзілла ІІ: Король монстрів - Хью Дж. Еванс, Ендрю Бут, Джоді Джонсон та Ніл Корбоулд — Місія нездійсненна: Фолаут - Роджер Гайетт, Грейді Кофер, Меттью Е. Батлер та Дейв Ширк — Першому гравцю приготуватися - Скотт Фаррар, Скотт Бенза та Рік О'Коннор — Тихе місце - Майкл Малхолланд, Девід Сігер, Даніеле Бігі та Джефф Капогреко — Аладдін - Янек Сіррс, Теодор Бялек, Брендан Силс та Алексіс Вайсброт — Людина-павук: Далеко від дому |
| Найкраща музика | Найкращий науково-фантастичний фільм |
| - Марк Шайман — Мері Поппінс повертається - Беар МакКрірі — Ґодзілла ІІ: Король монстрів - Денні Ельфман — Дамбо - Алан Сільвестрі — Першому гравцю приготуватися - Алан Сільвестрі — Месники: Завершення - Алан Менкен — Аладдін | - Першому гравцю приготуватися - Аліта: Бойовий ангел - Світ Юрського періоду 2 - Бамблбі - Соло. Зоряні Війни. Історія - Вибач що турбую - Апгрейд |
| Найкращий пригодницький фільм або бойовик | Найкращий фентезійний фільм |
| - Місія нездійсненна: Фолаут - Джон Уік 3 - Смертельний лабіринт - Хмарочос - Скло - Холодна помста | - Історія іграшок 4 - Аладдін - Дамбо - Фантастичні звірі: Злочини Ґріндельвальда - Ґодзілла ІІ: Король монстрів - Мері Поппінс повертається - Вчора |
| Найкращий фільм жахів | Найкращий анімаційний фільм |
| - Тихе місце - Мертві не помирають - Хелловін - Реінкарнація - Оверлорд - Кладовище домашніх тварин - Ми | - Людина-павук: Навколо всесвіту - Ґрінч - Як приборкати дракона 3: Прихований світ - Суперсімейка 2 - Ральф-руйнівник 2: Інтернетрі - Історія іграшок 4 |
| Найкращий фільм іноземною мовою | Найкраща робота художника-постановника |
| - Спалення - Аніара - Історії примар - На межі світів - Винний - Тінь | - Чарльз Вуд — Месники: Завершення - Рут Де Йонг — Ми - Джон Міхре — Мері Поппінс повертається - Рік Генріхс — Дамбо - Білл Бжескі — Аквамен - Горацій Ма Гвонг-Вінг — Тінь - Джемма Джексон — Аладдін |
| Найкращий монтаж | Найкращий незалежний фільм |
| - Джеффрі Форд та Метью Шмідт — Месники: Завершення - Еван Шифф — Джон Уік 3 - Ніколас Монсур — Ми - Крістофер Теллефсен — Тихе місце - Кірк Моррі — Аквамен - Джеймс Герберт — Аладдін | - Менді - Людина, яка вбила Гітлера, а потім бігфута - Офелія - Анна і Апокаліпсис - Американські тварини - Літо '84 - Людина майбутнього |
| Найкращий трилер | Найкращий фільм з коміксів |
| - Погані часи у «Ель Роялі» - Лігво монстра - Руйнівник - Закатати в асфальт - Грета - Ма - Пошук | - Месники: Завершення - Аквамен - Месники: Війна нескінченності - Капітан Марвел - Шазам! - Людина-павук: Далеко від дому - Людина-павук: Навколо всесвіту |
| Проривний директор Легіон М | |
| - Арі Астер — Спадковий - Стівен С. ДеНайт — Тихоокеанський рубіж: Повстання - Боотс Райлі — Вибач що турбую - Гарі Доберман — Анабель 3 - Крістіан Ріверс — Смертні машини - Майкл Чавес — Прокляття Ла Йорони - Лі Кронін — Глибинне зло - Емма Таммі — Вітер | |

### Телебачення
| Найкращий науково-фантастичний телесеріал | Найкращий фантастичний телесеріал |
| --- | --- |
| - Край «Дикий Захід» (HBO) - Доктор Хто (BBC America) - По той бік (Starz) - Криптон (SyFy) - Маніфест (NBC) - Орвілл (Fox) - Сотня (The CW) - Розвелл, Нью-Мексико (The CW) | - Гра престолів (HBO) - Американські боги (Starz) - Чужоземка (Starz) - Чарівники (SyFy) - У кращому світі (NBC) - Добра відьма (Hallmark Channel) - Аванпост (The CW) - Чародійки (The CW) |
| Найкращий телеактор | Найкраща телеакторка |
| - Сем Г'юен — Чужоземка (Starz) за роль Джеймі Фрейзера - Білл Пуллман — Грішники (USA Network) за роль Гаррі Емброуза - Джеффрі Райт — Край «Дикий Захід» (HBO) за роль Бернарда Лова - Грант Гастін — Флеш (The CW) за роль Баррі Аллена / Флеш - Сет МакФарлейн — Орвілл (Fox) за роль Еда Мерсера - Ендрю Лінкольн — Ходячі мерці (AMC) за роль Ріка Граймса - Кіт Герінґтон — Гра престолів (HBO) за роль Джона Сноу                                                                                   | - Емілія Кларк — Гра престолів (HBO) за роль Дейнеріс Таргарієн - Катріна Балф — Чужоземка (Starz) за роль Клер Фрейзер - Мелісса Бенойст — Супердівчина (CBS) за роль Супердівчина - Едріанн Палікі — Орвілл (Fox) за роль Келлі Грейсон - Сандра О — Вбиваючи Єву (ВВС America) за роль Єви Поластрі - Кендіс Паттон — Флеш (The CW) за роль Айріс Вест - Джоді Віттакер — Доктор Хто (ВВС America) за роль Доктора                                                                                          |
| Найкращий телеактор другого плану | Найкраща телеакторка другого плану |
| - Пітер Дінклейдж — Гра престолів (HBO) за роль Тіріона Ланністера - Джонатан Бенкс — Краще подзвоніть Солу (AMC) за роль Майка Ермантраута - Девід Хервуд — Супердівчина (The CW) за роль Марсіанський Мисливець - Ніколай Костер-Валдау — Гра престолів (HBO) за роль Джеймі Ланністера - Ед Гарріс — Край «Дикий Захід» (HBO) за роль Людини в чорному - Ленні Джеймс — Бійтеся ходячих мерців (AMC) за роль Моргана Джонса - Харі Пейтон — Ходячі мерці (AMC) за роль Царя Єзекіїля                     | - Данай Гуріра — Ходячі мерці (AMC) за роль Мішон - Ліна Гіді — Гра престолів (HBO) за роль Серсі Ланністер - Гвендолін Крісті — Гра престолів (HBO) за роль Брієнни Тарт - Софі Тернер — Гра престолів (HBO) за роль Санси Старк - Ріа Сіхорн — Краще подзвоніть Солу (AMC) за роль Кім - Мелісса Мак-Брайд — Ходячі мерці (AMC) за роль Керол Пелетьєр - Софі Скелтон — Чужоземка (Starz) за роль Брианни Рендалл                                                                                            |
| Найкращий актор у потоковій презентації | Найкраща гостьова телероль |
| - Генрі Томас — Привиди будинку на пагорбі (Netflix) за роль Х'ю Крейна - Пенн Беджлі — Ти (Netflix) за роль Джо Голдберга - Джон Бернтал — Каратель (Netflix) за роль Френка Касал / Каратель - Чарлі Кокс — Шибайголова (Netflix) за роль Метт Мердок / Шибайголова - Зак Ефрон — Звабливий, Поганий, Злий (Netflix) за роль Теда Банді - Джон Кразінські — Джек Раян (Amazon Video) за роль Джека Райана - Девід Теннант — Добрі передвісники (Amazon Video) за роль Кроулі                              | - Джеффрі Дін Морган — Ходячі мерці (AMC) за роль Калетки Уокера - Джон Краєр — Супердівчина (The CW) за роль Лекса Лютора - Ед Спелеерс — Чужоземка (Starz) за роль Стівена Боннета - Райнер Бок — Краще подзвоніть Солу (AMC) за роль Вернера Ціглера - Сідней Леммон — Бійтеся ходячих мерців (AMC) за роль Ізабель - Тоня Пінкінс — Бійтеся ходячих мерців (AMC) за роль Марти |
| Найкращий молодий актор чи акторка в телесеріалі | Найкращий супергеройський телесеріал |
| - Мейсі Вільямс — Гра престолів (HBO) за роль Арії Старк - Кей Джей Апа — Рівердейл (The CW) за роль Арчі Ендрюс - Коул Спроус — Рівердейл (The CW) за роль Форсайт Пенделтон (Джагхед) Джонс III - Девід Мазуз — Ґотем (Fox) за роль Брюса Вейна - Бенджамін Уодсворт — Смертельний клас (SyFy) за роль Маркуса Лопес Аргуелло - Тосін Кол — Доктор Хто (ВВС America) за роль Раяна Сінклейра - Кемерон Каффе — Криптон (SyFy) за роль Сег-Ел                                                              | - Супердівчина (The CW) - Ґотем (Fox) - Плащ і Кинджал (Freeform) - Стріла (The CW) - Легенди завтрашнього дня (The CW) - Флеш (The CW) - Чорна Блискавка (The CW) |
| Найкраща акторка у потоковій презентації | Найкращий телесеріал жахів |
| - Сонеква Мартін-Грін — Зоряний шлях: Дискавері (CBS) за роль Майкла Бернема - Крістен Ріттер — Джессіка Джонс (Netflix) за роль Джессіки Джонс - Наташа Лайонн — Матрьошка (Netflix) за роль Надії Вульвокової - Моллі Паркер — Загублені у космосі (Netflix) за роль Морін Робінсон - Кірнан Шипка — Моторошні пригоди Сабріни (Netflix) за роль Сабріни Спелман - Карла Гуджино — Привиди будинку на пагорбі (Netflix) за роль Олівії Крейн - Елізабет Леіл — Ти (Netflix) за роль Гвіневра Бек          | - Ходячі мерці (AMC) - Американська історія жаху: Апокаліпсис (FX) - Чим ми займаємося в тінях (FX) - Бійтеся ходячих мерців (AMC) - Різдвокрай (AMC) - Відкриття відьом (AMC) - Проповідник (AMC) - Надприродне (The CW) |
| Найкращий телесеріал бойовик-трилер | Найкращий анімаційний телесеріал |
| - Краще подзвоніть Солу (AMC) - Останній корабель (TNT) - Містер Мерседес (Audience) - Рівердейл (The CW) - Вбиваючи Єву (BBC America) - Грішники (USA Network) - Судна ніч (USA Network) | - Зоряні війни: Рух опору (Disney Channel) - Арчер (FX) - Сім'янин (Fox) - Сімпсони (Fox) - Качині історії (Disney Channel) |
| Найкращий потоковий супергеройський телесеріал | Найкращий потоковий науково-фантастичний, екшн або фентезійний серіал |
| - Шибайголова (Netflix) - Втікачі (Hulu) - Джессіка Джонс (Netflix) - Академія Амбрелла (Netflix) - Фатальний патруль (DC Universe) - Болотяна істота (DC Universe) - Каратель (Netflix) | - Зоряний шлях: Дискавері (Paramount+) - Простір (Prime Video) - Добрі передвісники (Prime Video) - Загублені у космосі (Netflix) - Джек Раян (Prime Video) - Чорне дзеркало (Netflix) - Матрьошка (Netflix) |
| Найкращий потоковий серіал жахів або трилерів | Найкращий актор другого плану у потоковій презентації |
| - Дивні дива (Netflix) - Касл-Рок (Hulu) - Привиди будинку на пагорбі (Netflix) - Моторошні пригоди Сабріни (Netflix) - Оповідь служниці (Hulu) - Сутінкова зона (Paramount+) - Ти (Netflix) | - Даг Джонс — Зоряний шлях: Дискавері (Paramount+) за роль Сару - Вілсон Круз — Зоряний шлях: Дискавері (Paramount+) за роль Х'ю Калбера - Міхіль Гаусман — Привиди будинку на пагорбі (Netflix) за роль Стівена Крейна - Максвелл Дженкінс — Загублені у космосі (Netflix) за роль Уілла Робінсона - Ітан Пек — Зоряний шлях: Дискавері (Paramount+) за роль Спока - Тімоті Гаттон — Привиди будинку на пагорбі (Netflix) за роль Х'ю Крейна - Майкл Шин — Добрі передвісники (Prime Video) за роль Азирафеля |
| Найкраща акторка другого плану у потоковій презентації | |
| - Майя Гоук — Дивні дива (Netflix) за роль - Паркер Поузі — Загублені у космосі (Netflix) за роль Джун Гарріс / д-р Сміт - Тейлор Рассел — Загублені у космосі (Netflix) за роль Джуді Робінсон - Вікторія Педретті — Привиди будинку на пагорбі (Netflix) за роль Елеонори «Нелл» Крейн Венс - Елліот Пейдж — Академія Амбрелла (Netflix) за роль Вані Харгрівз / Біла скрипка / Номер сім - Дебора Енн Волл — Шибайголова (Netflix) за роль Карен Пейдж - Сісі Спачек — Касл-Рок (Hulu) за роль Рут Дівер | |

### Домашня колекція
| Найкращий DVD або Blu-ray фільм | Найкраща колекція DVD фільмів |
| --- | --- |
| - Король Коен - Рідня - Ненсі Дрю і приховані сходи - Дублікат - Схиблений на часі - 451 градус за Фаренгейтом                                                                                              | - Універсальні класичні монстри (Повна колекція з 30 фільмів) - Сартана (Повна) - Матриця (Трилогія (4K)) - Кровожерний (Трилогія) - Рожева пантера (Колекція класичних мультфільмів) - Джек Райан (Колекція з 5 фільмів (4K)) |
| Найкращий DVD або Blu-ray спецвипуск | Найкращий телевізійний DVD-реліз |
| - Водний світ (Обмежене видання) - Багряний пік (Обмежене видання) - 12 мавп (Колекційне видання) - За жменю доларів (Спеціальне видання) - Підмінник (Обмежене видання) - Поїзд жахів (Спеціальне видання) | - Зовнішні межі - Марсіанські хроніки - Привид Сьєрра-де-Кобре - Нічний сталкер - Трилогія терору - Нічний душитель |
| Найкращий DVD класичний фільм | |
| - Космічна одіссея 2001 року - Джек-вбивця гігантів - Глибинний підйом - Гвинтові сходи - Реінкарнація Пітера Гордого - Максимальне прискорення                                                             | |

### Особливі нагороди
| Нагорода                                                 | Лауреати      |
| -------------------------------------------------------- | ------------- |
| Світова нагорода Стена Лі (Stan Lee World Builder Award) | • Кевін Файгі |
| Премія Дена Кертіса (Dan Curtis Legacy Award)            | • Джеф Леб    |
| Премія Візіонеру (The Visionary Award)                   | • Джон Фавро  |